# Potencial de Galvani

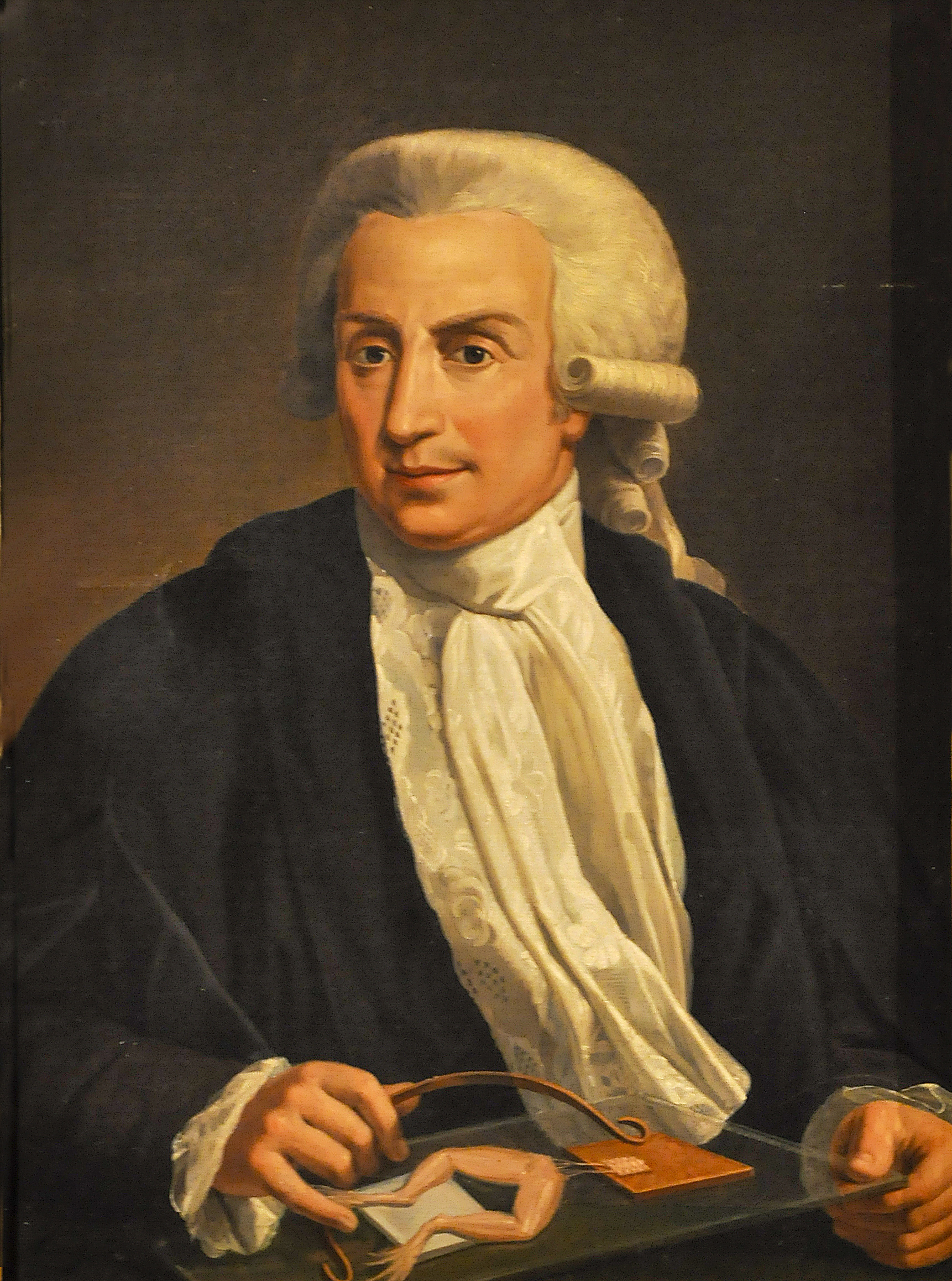
Luigi Galvani

El potencial de galvani o potencial interno, es la energía, en forma de trabajo, necesaria para llevar una carga positiva desde una distancia infinita hasta un punto en el interior de una fase conductora y se denota Φ. El valor del potencial de galvani es el mismo en todos los puntos dentro de la fase, y está determinado por el exceso de cargas en la superficie de la fase y la posible presencia de campos eléctricos externos. No puede medirse debido a que se vería distorsionado por fuerzas distintas a las del exceso de cargas que ocasiona dicho potencial. Sin embargo, bajo condiciones controladas especiales puede medirse la diferencia de potencial de Galvani entre dos conductores.  Lleva su nombre en honor al médico italiano Luigi Galvani. 

## Desarrollo

### Descripción física

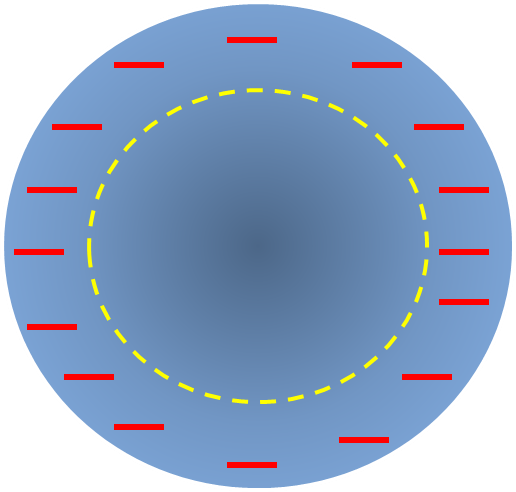
Dentro de cualquier superficie de Gauss (línea punteada amarilla) que se escoja dentro de los límites de un conductor cargado (cargas representadas por líneas rojas en la superficie) el campo eléctrico será igual a cero, por lo que la fase es equipotencial.

Dentro de una fase conductora el campo eléctrico Ε es igual a cero. En la ecuación de diferencia de potencial:

(1){\displaystyle \Phi ^{\prime }-\Phi =\oint -{\boldsymbol {\mathrm {E} }}\cdot d{\boldsymbol {l}}}

donde dl es el diferencial del camino recorrido entre ambos potenciales y (Φ,Φ') representan dos potenciales en distintos puntos internos de la fase; observamos que la diferencia de potencial dentro del conductor debe ser cero si el campo eléctrico es cero. Por lo tanto el potencial debe ser el mismo en todos los puntos dentro de la fase (fase equipotencial). El valor de este potencial es determinado por el exceso de cargas en el conductor, y la posición de estas cargas está determinada por la Ley de Gauss:

(2){\displaystyle q=\varepsilon _{0}\oint {\boldsymbol {\mathrm {E} }}\cdot d{\boldsymbol {S}}}

donde q es la carga y dS es un vector infinitesimal normal a una superficie. De esta ley se obtiene que las cargas en exceso de un conductor se encuentran en la superficie exterior del conductor. A partir de las relaciones (1) y (2) se derivan las conclusiones:
- Los cambios en el potencial de la fase conductora se deben a redistribución de las cargas alrededor de la fase.
- Si en la fase ocurre un cambio en el exceso de carga, las mismas cargas se moverán a los límites de la fase.
- La distribución superficial de cargas cumplirá que el campo eléctrico dentro de la fase será igual cero.
- Dentro de la fase, en todos los puntos, hay un potencial constante Φ.

### Potencial electroquímico
El potencial interno Φ determina el equilibrio o el cambio hacia el equilibrio de un grupo de cargas de la misma forma que el potencial químico (μi) determina los cambios hacia el equilibrio de una molécula i sin carga. Sin embargo, la condición de equilibrio de una especie iónica en una fase no se determina por ninguno de estos potenciales individualmente. Se determina mediante la función de potencial electroquímico para una especie química i con carga zi en la fase α:

(3){\displaystyle {\bar {\mu }}_{i}^{\alpha }=\mu _{i}^{\alpha }+z_{i}F\phi ^{\alpha }}

donde F es la constante de Faraday.
Representa la tendencia de la sustancia cargada i a escapar de la fase α. Las propiedades del potencial electroquímico son:
- Para una especie sin carga el potencial electroquímico es igual al potencial químico: {\displaystyle {\bar {\mu }}_{i}^{\alpha }=\mu _{i}^{\alpha }\,\!}.
- Para una fase pura con actividad unitaria el potencial electroquímico es igual al potencial químico estándar: {\displaystyle {\bar {\mu }}_{i}^{\alpha }=\mu _{i}^{0\alpha }\,\!}.
- Para electrones en un metal: {\displaystyle {\bar {\mu }}_{e}^{\alpha }=\mu _{e}^{0\alpha }-F\phi ^{\alpha }\,\!}.
- Para la condición de equilibrio de la especie i entre las fases α y β: {\displaystyle {\bar {\mu }}_{i}^{\alpha }={\bar {\mu }}_{i}^{\beta }\,\!}.
- En las reacciones en una sola fase, Φ es constante en toda la fase y no afecta al equilibrio químico, por lo que la reacción se rige por el potencial químico.
- En las reacciones de dos fases sin transferencia de carga el equilibrio no es afectado por la diferencia de potencial interfacial.
- A partir de los potenciales electroquímicos se puede derivar la ecuación de Nernst. Para calcular el potencial (E) de una media-celda se aplica la ecuación de Nerst:

```
                                          E= E° - RT/nF • ln |[oxidado]/[ reducido]
```

En esta ecuación (E°) es el potencial estándar de reducción, (n) es el cambio del número de oxidación producido en la reacción, (R) es la constante de los gases y (T) es la temperatura y (F) es la Constante de Faraday
A una solución electrolítica en contacto con un electrodo metálico se le denomina media-celda electroquímica. Todo electrodo que cede, recibe o intercambia iones con el medio y cuyo, potencial depende de este, es un electrodo de medida, porque informa al circuito exterior de las características de la solución. Sí se conecta el circuito exterior de dos medias-celdas diferentes y al mismo tiempo sus soluciones mediante un puente salino, se obtiene una celda electroquímica que es una fuente espontánea de producción de fuerza electromotriz o voltaje, esta fuerza electromotriz resulta de la realización espontánea de una reacción de reducción en una de las media celdas y de una de las medias-celdas y de una reacción de oxidación de la otra.
Cuando se trata de iones metálicos, el metal más activo se oxida y el menos activo se reduce y la reacción se produce hasta que los potenciales de ambas medias-celdas sean iguales, es decir, que se haya establecido el equilibrio de la reacción.

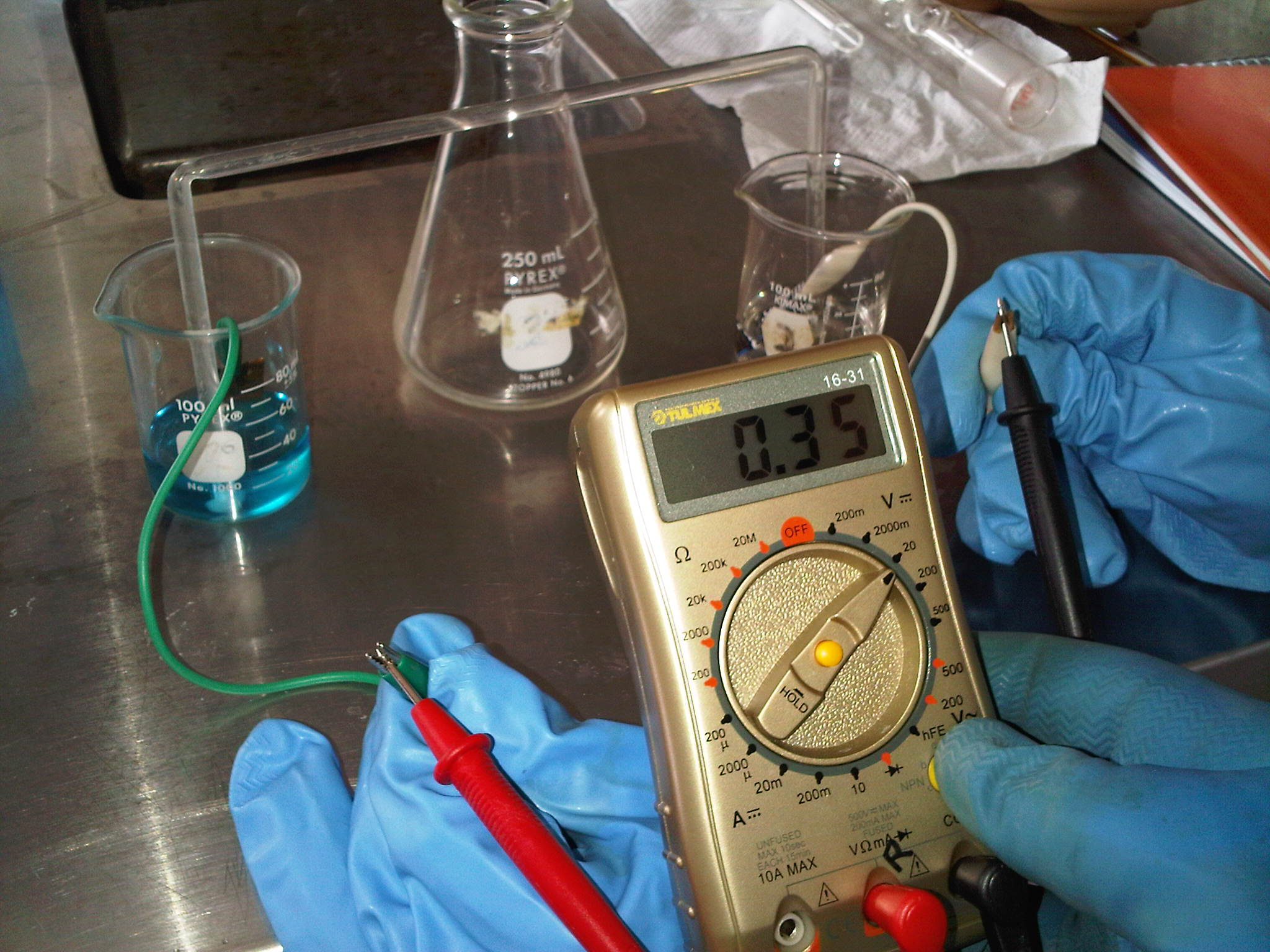

La medida de potencial de las medias-celdas, ya sean iones metálicos o no metálicos se efectúa utilizando como referencia la media-celda de hidrógeno o electrodo normal de hidrógeno que por convención tiene un potencial estándar igual a 0,000 voltios. Los iones más activos que el hidrógeno tendrán potenciales de media-celda mayores y aquellos iones menos activos tendrán potenciales menores, de tal manera que la reacción de reducción ocurrirá en el electrodo de polaridad positiva, la reacción de oxidación en el electrodo de polaridad negativa y el flujo de corriente será del electrodo negativo al positivo del circuito exterior. En las soluciones se produce una migración de iones en sentido opuesto a la polaridad de los electrodos. El cálculo del potencial de una celda (E) se efectúa restando el potencial de la celda menos positiva ( Ered ) del potencial de la celda más positiva ( Eox ): 
```
                                          E= E
ox
 - E
red
```

## Diferencia de potencial de Galvani
Si una fase conductora con un exceso de carga se pone en contacto con otra, las cargas de ambas se arreglarán de tal forma que en un lado de la interfase las cargas son iguales y opuestas a las del lado contrario. Estas cargas distribuidas a ambos lados de la superficie de contacto entre las fases, crean una diferencia de potencial. Esta diferencia es llamada diferencia de potencial de Galvani  o diferencia de potencial interfacial (ΔΦ), ya que su magnitud es la diferencia entre los potenciales internos de cada fase. Este fenómeno puede ocurrir incluso entre superficies conductoras sin excesos de carga debido a la posible orientación no aleatoria de los dipolos magnéticos con respecto a una de las fases. La diferencia de potencial Galvani afecta la cinética del transporte de masa y la afinidad electrónica de los metales en la interfase, por lo que controla la dirección de la reacción que se lleve a cabo. Esta diferencia de potencial está conectada con la formación de una doble capa eléctrica en la interfase. En el equilibrio descrito por el potencial electroquímico, la diferencia de potencial de Galvani depende solo de las propiedades de las fases involucradas, no depende de las condiciones de la interfase (tamaño, contaminantes, etc.).

### Interfase metal-metal
Cuando dos piezas de metal se ponen en contacto, se crea una diferencia de potencial interno debido a la diferencia de fuerzas químicas ejercidas en los electrones cercanos a las superficies de los metales. La fuerza resultante hace que los electrones pasen de un metal a otro. Cuando el contacto es entre dos metales idénticos sus potenciales se anulan, pero cuando se trata de dos metales diferentes se establece una diferencia de potencial a través de la interfase. Esto ocasiona que uno de los metales, descargados inicialmente, se cargue negativamente y el otro, al perder electrones, se cargue positivamente. El exceso de cargas se acumula en la interfase y se forma una doble capa eléctrica. El campo eléctrico en esta capa evita que siga ocurriendo un intercambio electrónico.

### Interfase metal-electrolito

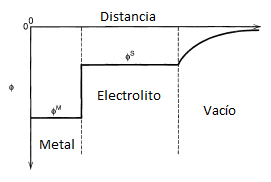
En el gráfico se muestra la magnitud del potencial en función de la posición. En el vacío el potencial va cambiando hasta llegar al electrolito. Dentro del electrolito, por ser un conductor, el potencial es constante (potencial de Galvani). Luego ocurre un cambio abrupto de potencial en la interfase entre el electrolito y el metal (diferencia de potencial de Galvani). Y por último dentro del metal el potencial vuelve a ser constante por ser una fase conductora.

La diferencia de potencial de galvani entre un electrolito y un metal es igual a la diferencia de sus potenciales internos. El metal se comporta como un electrodo y el potencial del mismo se vuelve más positivo (menos negativo) que el del electrolito. En general, la diferencia de potencial se establece de la misma forma que otras interfases, pero para los electrolitos en contacto con metales existen características especiales. La presencia de un electrolito supone que en la solución hay diferentes especies cargadas y estas alteran la naturaleza de la interfase. En consecuencia la condición de equilibrio se verá determinada por las especies presentan que puedan reaccionar con el electrodo. Dependiendo de estas condiciones más las condiciones externas, pueden ocurrir diferentes reacciones de electrodo y diferentes equilibrios pueden estar presentes en la interfase. En conclusión, la diferencia de potencial de Galvani entre un metal y un electrolito dependerá de la reacción de electrodo que esté ocurriendo en la interfase entre ellos.

### Medición de la diferencia de potencial
La medición de un potencial de celda incluye la medida de varias diferencias de potencial en las interfases de los contactos. Por lo que en teoría, si se mantienen todos los potenciales constantes en los puntos de contacto menos uno, cualquier cambio de potencial medible será debido a esta interfase. Un ejemplo de esto es la celda Cu/Zn/Zn2+,Cl-/AgCl/Ag/Cu'. Si quisiera medirse la diferencia de Potencial de Galvani entre el zinc y el electrolito, todas las demás interfases deben mantenerse a potencial constante. Si esto se logra, cualquier cambio en el potencial de la celda debe ser atribuido a ΔΦ en la interfase zinc/electrolito. Mantener las demás uniones a potenciales constante es relativamente sencillo, ya que las uniones metálicas permanecen a diferencia de potencial constante y la unión plata/electrolito puede mantenerse a diferencia de potencial constante si las actividades se mantienen constantes para la reacción en ese electrodo.